# Podoribates noyorii
Podoribates noyorii är en kvalsterart som beskrevs av Kishida 1959. Podoribates noyorii ingår i släktet Podoribates och familjen Mochlozetidae. Inga underarter finns listade i Catalogue of Life.